# Семёновка (Первомайский район, Крым)
Семёновка (до 1948 года Семе́н; укр. Семенівка, крымскотат. Seymen, Сеймен) — исчезнувшее село в Первомайском районе Республики Крым, располагавшееся в степной части Крыма, на северо-западе района, у границы с Раздольненским, примерно в 4 километрах севернее современного села
Крыловка.

### Динамика численности населения
| Год       | 1805 | 1864 | 1889 | 1892 | 1900 | 1915  | 1926 | 1939 |
| Население | 60   | 83   | 81   | 48   | 111  | 89/39 | 173  | 409  |

## История
Первое документальное упоминание села встречается в Камеральном Описании Крыма… 1784 года, судя по которому, в последний период Крымского ханства Сары Сыман входил в Мангытский кадылык Козловского каймаканства. После присоединения Крыма к Российской империи (8) 19 апреля 1783 года, (8) 19 февраля 1784 года, именным указом Екатерины II сенату, на территории бывшего Крымского ханства была образована Таврическая область и деревня была приписана к Евпаторийскому уезду. После павловских реформ, с 1796 по 1802 год входила в Акмечетский уезд Новороссийской губернии. По новому административному делению, после создания 8 (20) октября 1802 года Таврической губернии, Семен был включён в состав Джелаирской волости Евпаторийского уезда.
По Ведомости о волостях и селениях, в Евпаторийском уезде с показанием числа дворов и душ… от 19 апреля 1806 года в деревне Семен числилось 10 дворов и 60 крымских татар. На военно-топографической карте генерал-майора Мухина 1817 года деревня Сеймен обозначена с 16 дворами. После реформы волостного деления 1829 года Семен, согласно «Ведомости о казённых волостях Таврической губернии 1829 года», отнесли к Атайской волости (переименованной из Джелаирской). На карте 1836 года в деревне 18 дворов. Затем, видимо, в результате эмиграции крымских татар, деревня заметно опустела и на карте 1842 года Семен обозначен условным знаком «малая деревня» (это означает, что в нём насчитывалось менее 5 дворов).
В 1860-х годах, после земской реформы Александра II, деревню приписали к Биюк-Асской волости. Согласно «Памятной книжке Таврической губернии за 1867 год», деревня была покинута жителями в 1860—1864 годах, в результате эмиграции крымских татар, особенно массовой после Крымской войны 1853—1856 годов, в Турцию, а затем вновь заселена татарами. В «Списке населённых мест Таврической губернии по сведениям 1864 года», составленном по результатам VIII ревизии 1864 года, Семен — владельческая татарская деревня, с 7 дворами, 83 жителями и мечетью при колодцах. По обследованиям профессора А. Н. Козловского 1867 года, вода в колодцах деревни Селин была «соленоватая» а их глубина колебалась от 10 до 15 саженей (21—33 м). На трёхверстовой карте Шуберта 1865—1876 года в деревне Семен показаны 6 дворов). По «Памятной книге Таврической губернии 1889 года», включившей результаты Х ревизии 1887 года, в деревне Семен числилось 16 дворов и 81 житель. Согласно «…Памятной книжке Таврической губернии на 1892 год», в деревне Семен, входившей в Аипский участок, было 48 жителей в 10 домохозяйствах.
Земская реформа 1890-х годов в Евпаторийском уезде прошла после 1892 года; в результате Семен приписали к Коджанбакской волости. По «…Памятной книжке Таврической губернии на 1900 год», в деревне числилось 111 жителей в 17 дворах. По Статистическому справочнику Таврической губернии. Ч.II-я. Статистический очерк, выпуск пятый Евпаторийский уезд, 1915 год, в деревне Семен (вакуф) Коджамбакской волости Евпаторийского уезда числилось 16 дворов (3 двора с землёй, 13 — безземельные) с татарским населением в количестве 89 человек приписных жителей и 39 — «посторонних», из которых 76 мужчин и 52 женщины. Жители владели 1200 десятинами удобной земли. В хозяйствах имелось 90 лошадей, 48 волов, 35 коров и 602 головы мелкого скота.
После установления в Крыму Советской власти, по постановлению Крымревкома от 8 января 1921 года № 206 «Об изменении административных границ» была упразднена волостная система и в составе Евпаторийского уезда был образован Бакальский район, в который включили село, а в 1922 году уезды получили название округов. 11 октября 1923 года, согласно постановлению ВЦИК, в административное деление Крымской АССР были внесены изменения, в результате которых округа были отменены, Бакальский район упразднён и село вошло в состав Евпаторийского района. Согласно Списку населённых пунктов Крымской АССР по Всесоюзной переписи 17 декабря 1926 года, в селе Сеймен, Кучук-Асского сельсовета Евпаторийского района, числилось 37 дворов, из них 36 крестьянских, население составляло 173 человека, из них 157 татар, 15 украинцев и 1 русский. Постановлением ВЦИК РСФСР от 30 октября 1930 года был создан Ишуньский район, уже как национальный украинский и село включили в его состав, а после создания в 1935 году Ак-Шеихского района (переименованного в 1944 году в Раздольненский) Сеймен включили в его состав. По данным всесоюзной переписи населения 1939 года в селе проживало 409 человек.
В 1944 году, после освобождения Крыма от фашистов, согласно Постановлению ГКО СССР № 5859 от 11 мая 1944 года, 18 мая крымские татары были депортированы в Среднюю Азию. С 25 июня 1946 года селение в составе Крымской области РСФСР Указом Президиума Верховного Совета РСФСР от 18 мая 1948 года Семен (вариант — Сеймен) переименовали в Семёновку. Время включения в Гришинский сельсовет пока не выяснено: на 15 июня 1960 года село уже числилось в его составе. Указом Президиума Верховного Совета УССР «Об укрупнении сельских районов Крымской области», от 30 декабря 1962 года был упразднён Первомайский район и село присоединили к Красноперекопскому. 8 декабря 1966 года был восстановлен Первомайский район и село вернули в его состав. В 1977 году село уже записано в Степновском сельсовете. Ликвидировано между 1 июня 1977 года (на эту дату село ещё числилось в составе совета) и 1985 годом (в перечнях административно-территориальных изменений после этой даты не упоминается).